# Václav Drchal
Václav Drchal (* 25. Juli 1999 in Budweis) ist ein tschechischer Fußballspieler. Der Mittelstürmer steht als Leihspieler von Sparta Prag bei Bohemians Prag 1905 unter Vertrag.

## Karriere
Václav Drchal begann 2008 mit dem Fußballspielen im Nachwuchsbereich des Erstligisten Dynamo Budweis. Im Jahr 2014 verließ er seine südböhmische Heimatstadt und wechselte ins Junioren-Leistungszentrum des Hauptstadtvereins Sparta Prag. Am 30. November 2016 debütierte er gegen Altınordu Izmir in der UEFA Youth League. Ab 2016 war er zudem tschechischer Junioren-Nationalspieler. Während der Saison 2017/18, in der er 25 Tore für Sparta Prags Junioren erzielte, wurde Václav Drchal in der Winterpause zu den Profis berufen. Bei seinem ersten Pflichtspiel in der Ersten tschechischen Fußballliga am 24. Februar 2018 gegen den 1. FC Slovácko lief er von Beginn an auf und erzielte sein erstes Profitor (Endstand 1:1). Damit wurde er zum drittjüngsten Spieler, der bei seinem Erstliga-Debüt in Tschechien traf.
Allerdings zog sich Václav Drchal bereits am 4. Mai 2018 im Heimspiel gegen den FC Fastav Zlín einen Kreuzbandriss zu, woraufhin er mehr als ein halbes Jahr verletzt pausierte. Im letzten Punktspiel 2018 gab er sein Comeback. Am 11. Mai 2019 im Heimspiel gegen Slovan Liberec verletzte er sich wieder an seinem bereits operierten Knie, erneut wurde eine OP notwendig. Diesmal fiel er bis Anfang 2020 aus, hatte im Februar noch mit Trainingsrückstand zu kämpfen und schaffte in der Restsaison nur selten den Sprung in Spartas Spieltagskader. Zu seinem Saisondebüt kam er erst Ende Mai 2020 am 26. Spieltag beim MFK Karviná.
Um wieder mehr Spielpraxis zu erhalten, spielte Václav Drchal in der Fortuna-Liga-Saison 2020/21 auf Leihbasis für den FK Mladá Boleslav. Im Dezember 2020 und Januar 2021 verpasste er mehrere Spiele wegen Knieproblemen. Erst kurz vor Ende der Saison fand er zu seiner Form, schoss bei seinen letzten vier Punktspieleinsätzen für Mladá Boleslav fünf Tore. Zwischenzeitlich war er Ende März zur U21-EM 2021 in Slowenien abgestellt und kam dort zu zwei Kurzeinsätzen für Tschechiens U21-Auswahl.
Zurück bei Sparta Prag, konnte er sich erneut nicht gegen die starke Konkurrenz auf seiner Position durchsetzen, von Ende August bis Ende September 2021 profitierte er jedoch vorübergehend von Ausfällen seiner Mitspieler. In diesen Zeitraum fielen seine einzigen vier Punktspieleinsätze für Sparta in der Saison 2021/22, davon zwei von Beginn an. Dabei gelangen ihm zwei Tore. Im gleichen Zeitraum kam er auch zu zwei Einsätzen in der Europa League. Hinzu kamen während der Hinrunde gelegentliche Einsätze für die zweite Mannschaft von Sparta Prag in der zweiten tschechischen Liga, der Fotbalová národní liga.
Darauf folgte eine weitere Ausleihe und seine erste Auslandsstation: Am 3. Januar 2022 gab der deutsche Zweitligist Dynamo Dresden bekannt, Drchal bis zum Saisonende leihweise zu verpflichten. Sein erstes Pflichtspiel in der 2. Fußball-Bundesliga absolvierte er am 14. Januar 2022 beim 1:1-Unentschieden gegen den Hamburger SV. Drchals Vertrag bei Sparta Prag gilt bis zum 30. Juni 2023.
Im September schloss sich eine Leihe innerhalb Prags zum Ligakonkurrenten Bohemians 1905 an.